# 代島治彦
代島 治彦（だいしま はるひこ、1958年 - ）は、日本の映画プロデューサー、映画監督、著作家である。

## 経歴
埼玉県に生まれる。埼玉県立熊谷高等学校を経て、早稲田大学政治経済学部卒業。博報堂に勤務したのち、雑誌編集者、放送作家、広告プランナーなどを務める。1988年にはスコブル工房を設立する。
1992年、オムニバス映画『パイナップ・ツアーズ』の製作を手がける。1993年に開催された山形国際ドキュメンタリー映画祭では、世界先住民映画祭をプロデュースする。1994年から2003年まで、映画館BOX東中野（2004年以降は「ポレポレ東中野」）の代表を務めた。
2006年に監督したテレビ番組『戦争へのまなざし 映画作家・黒木和雄の世界』は、ギャラクシー賞奨励賞を受賞。2006年から2011年にかけて、全10巻のDVDシリーズ『日本のアウトサイダーアート』で監督・撮影・編集を手がけた。
2011年、代島の監督した映画『まなざしの旅 土本典昭と大津幸四郎』が公開される。同年、著書『ミニシアター巡礼』が大月書店より刊行される。2012年、岩佐寿弥監督の映画『オロ』を製作する。2014年、大津幸四郎との共同監督による『三里塚に生きる』が公開される。
2017年4月、『まるでいつもの夜みたいに〜高田渡 東京ラストライブ〜』を渋谷アップリンクにて公開。2017年9月、『三里塚に生きる』の姉妹編『三里塚のイカロス』をシアター・イメージフォーラムにて公開。
2018年1月、『三里塚のイカロス』が第72回毎日映画コンクール・ドキュメンタリー映画賞受賞。

## フィルモグラフィー

### 映画
- パイナップル・ツアーズ（1992年） - 製作
- アフガン 戦場の旅 記者たちは何を見たのか（2002年） - 特別協力
- まなざしの旅 土本典昭と大津幸四郎（2011年） - 監督
- オロ（2012年） - 編集・製作
- 三里塚に生きる（2014年） - 監督・編集・製作
- まるでいつもの夜みたいに（2017年）-監督・撮影・編集・製作
- 三里塚のイカロス（2017年） - 監督・編集・製作[9]
- きみが死んだあとで（2021年） - 監督・制作
- ゲバルトの杜 〜彼は早稲田で死んだ〜（2024年） - 監督

### テレビ
- ETV特集「写真で読む東京」（1996年2月5日・6日、NHK教育テレビ） - 製作
- ETV特集「戦争へのまなざし 映画作家・黒木和雄の世界」（2006年8月12日、NHK教育テレビ） - 監督

### DVD
- 日本のアウトサイダー・アート（2006年 - 2011年、紀伊国屋書店、全10巻） - 監督・撮影・編集

## 著書
- 森達也、代島治彦編著『森達也の夜の映画学校』現代書館、2006年4月。ISBN 978-4768476772。
- 代島治彦『ミニシアター巡礼』大月書店、2011年9月20日。ISBN 978-4272612260。
- 代島治彦『きみが死んだあとで』晶文社、2021年6月29日。ISBN 978-4794972699。

## 出演
- エアレボリューション（ニコニコ生放送、2024年5月23日）